# Battaglia di Milazzo (888)
La battaglia di Milazzo vide affrontarsi nell'888 una flotta bizantina con una flotta Aghlabide al largo di Milazzo. I musulmani all'epoca dominavano la Sicilia, e l'incursione bizantina aveva come scopo di contrastare il dominio musulmano, anche per prevenire le frequenti incursioni musulmane nel sud Italia, e in particolare in Calabria e Puglia, regioni ancora sotto controllo bizanzino.
Secondo fonti bizantine e musulmane concordanti, ci furono tra 5000 e 7000 morti, principalmente tra le forze bizantine.